# Tournefortia calycina
Tournefortia calycina là loài thực vật có hoa trong họ Mồ hôi. Loài này được Benth. miêu tả khoa học đầu tiên năm 1845.